# Boulevard Victor-Hugo (Nantes)
Pour les articles homonymes, voir Rue Victor-Hugo.
Le boulevard Victor-Hugo est une rue de Nantes, sur l'île de Nantes, en France.

## Situation et accès
Cette artère rectiligne, elle relie la place de la République à la place Victor-Mangin, deux des places les plus importantes de l'île. Avec 1 km de longueur c'est l'une des voies publiques les plus longues de la ville. Elle rencontre sur son tracé les rues Alexandre-Fourny, de l'Échappée, des Récollets, l'avenue Bourgault-Ducoudray, les boulevards Benoni-Goullin et Adolphe-Billault, ainsi que la rue Maurice-Daniel.

## Origine du nom
Par délibération du conseil municipal du 26 janvier 1885, l'artère est dénommée « avenue Victor-Hugo », en l'honneur du grand homme de lettres, qui décédera quatre mois plus tard, et dont la mère, Sophie Trébuchet, était nantaise.

## Historique
Il fut créé vers le début des années 1880, en vue de l'urbanisation de la partie centrale des îles de la Loire. Avant le comblement de la boire de Toussaint et de celle des Récollets, entre 1900 et 1945, des ponts permettaient au boulevard de traverser ces bras du fleuve.
Au niveau de l'actuel croisement avec le boulevard Benoni-Goullin et du pont ferroviaire qui traverse le boulevard, se trouvait la gare de Legé, point de départ de la ligne de chemin de fer métrique allant de Nantes à Legé.
Depuis 1960, la Ligne ferroviaire Nantes - Saint-Gilles-Croix-de-Vie traverse le boulevard par l'intermédiaire d'un pont situé au niveau du square Vertais et qui franchit également le boulevard des Martyrs-Nantais-de-la-Résistance tout proche. Cet aménagement, dont les travaux durèrent deux ans, fut nécessaire afin de supprimer le passage à niveau dans l'ancien tracé qui empruntait les boulevards Vincent-Gâche et Babin-Chevaye, et qui constituait un sérieux inconvénient pour la circulation automobile entre les deux rives de la Loire.

## Voies liées

### Avenue Bourgault-Ducoudray
Cette impasse de presque 80 mètres débouche sur le côté ouest du boulevard. Elle rend hommage au compositeur et chef d'orchestre Louis-Albert Bourgault-Ducoudray.

### Rue Maurice-Daniel
Cette artère part du boulevard Victor-Hugo pour aboutir rue René-Mouchotte et croise la rue René-Peigné à la moitié de son tracé.
Elle a reçu sa dénomination après délibération du conseil municipal du 10 août 1945 et rend hommage à Maurice Daniel né en 1897, conseiller général et ingénieur des services techniques de la ville de Nantes, qui participa à la création de la Fédération des amicales laïques. Grande figure locale de la résistance, il fut fusillé au Mont-Valérien par les Allemands le 27 novembre 1942.
Une nouvelle délibération du conseil municipal du 28 décembre 1950, lui permet d'intégrer la partie ouest de l'ancienne « rue Petit-Pierre » qui reliait autrefois la rue de Vertais à l'actuelle rue René-Peigné (intégrée alors à la rue de la Prairie-d'Aval). Elle portait le nom de la famille Petitpierre, dont l'un des membres Ferdinand (1746-1803), à la fois oncle et beau-frère de Ferdinand Favre, maire de Nantes, possédait en effet une manufacture dans cette ruelle, qui est transformée en rue pavée en l'an V, puis est alignée en 1806 pour faciliter l'accès au bâtiment industriel. Elle est appelée « rue Lecat » puis « rue du Cherche-Midi ». C'est en 1830 qu'elle est baptisée « rue Petit-Pierre ». Séparée en deux tronçons par le percement du boulevard Victor-Hugo au début des années 1880, sa partie est, située légèrement au sud de l'actuel boulevard Adolphe-Billault) a totalement disparu lors de l'aménagement réalisé après la Seconde Guerre mondiale.

### Coordonnées des lieux mentionnés
1. ↑  Avenue Bourgault-Ducoudray : 47° 12′ 07″ N, 1° 32′ 56″ O.
2. ↑  Rue Maurice-Daniel : 47° 12′ 05″ N, 1° 32′ 47″ O.